# Phalangium litorale
Phalangium litorale is een hooiwagen uit de familie echte hooiwagens (Phalangiidae).